# 氢碘酸
氢碘酸是碘化氫的水溶液，是種非氧化性酸，化學式為HI。氢碘酸的浓度通常为 48 - 57% HI。氢碘酸是一種強酸。腐蝕性強，有危險性，能灼傷皮膚。 它是第二强的氢卤酸，仅次于氫砈酸。氢碘酸是一种常用的化学试剂，是在水溶液中完全电离的强酸之一。
由於氢碘酸可用於製造甲基安非他命之還原劑，因此被列入美國緝毒局化學品監控列表的第一類化學品。

## 性質
碘化氫易溶於水跟乙醇，十分不穩定。製法是由碘蒸氣與氫氣在500度鉑的催化下製得，在300℃以上會分解成碘跟氫。跟氯化氫的毒性差不多。人体吸入會导致慢性支氣管炎。
危險處與鹼金屬反應會爆炸。

## 反应
氢碘酸会和空气中的氧气反应，使旧样本的颜色变深：
4 HI + O2 → 2 H
2O + 2 I2
HI + I2 → HI3
像其他卤化氢一样，氢碘酸将与不饱和烃（例如烯烃）进行加成反应。 它也可以作为还原剂使用，例如在芳香族硝基化合物的还原反应中，也可以用作苯胺的还原剂。 

### Cativa 催化法
Cativa催化法是氢碘酸的最大用途，作为通过甲醇的羰基化生产乙酸的助催化剂。 

### 非法使用
氢碘酸被列入美国缉毒局化学品监控列表，原因是它被用作由麻黄碱 或伪麻黄碱产生甲基苯丙胺有关的还原剂。（从鼻充血药中回收） 

## 用途
1. 有醫藥（稀溶液）上的用途。
2. 碘化物的合成。
3. 有機化學中的還原劑。